# Lossow (Frankfurt nad Odrą)

Lossow na mapie Frankfurtu nad Odrą.

Lossow – dzielnica w południowo-wschodniej części Frankfurtu nad Odrą, oddalona około 102 km od Berlina. Jej powierzchnia wynosi 0,7 km², zaś liczba mieszkańców - 540. Przeważają tereny o charakterze rolniczym.

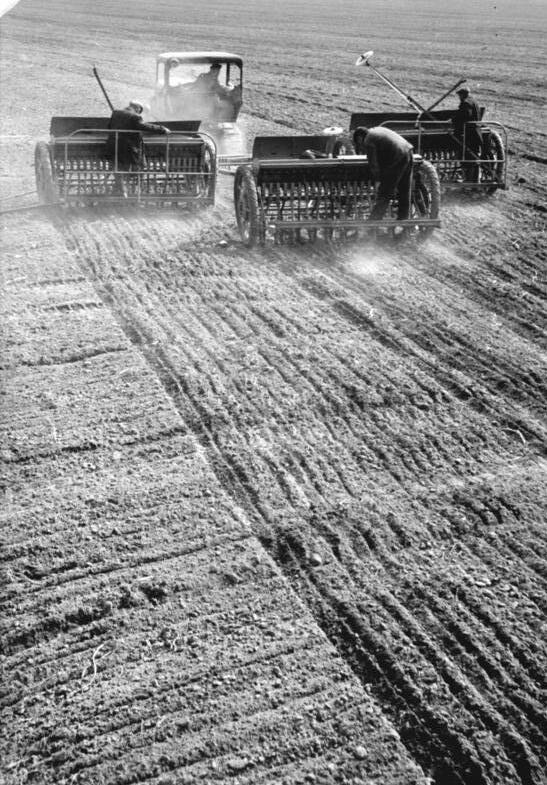
Lossow w 1963 r.

Pierwszy raz wzmiankowana w 1290 pod nazwą Otto de Lossowe. Przez wschodnią część Lossow biegnie droga krajowa B 212.
19 czerwca 1999 straż pożarna z Lossow i polskiej Cybinki podpisały umowę o wzajemnej pomocy.
Na mapie topograficznej wydanej w 1947 roku przez Wojskowy Instytut Geograficzny Sztabu Generalnego Wojska Polskiego odnotowano wariantową nazwę w języku polskim w brzmieniu Łosowo.

## Liczba mieszkańców
| Rok  | Liczba mieszkańców |
| ---- | ------------------ |
| 1801 | 232                |
| 1900 | 537                |
| 1986 | 344                |
| 2007 | 540                |